# تشيرنات
تشيرنات هي قرية تقع في إقليم كوفاسنا في رومانيا.